# Schubert Gambetta
Schubert Gambetta (14. april 1920 – 9. august 1991) var en uruguayansk fodboldspiller, der med Uruguays landshold vandt guld ved VM i 1950 i Brasilien. Han var også med til at vinde det sydamerikanske mesterskab i 1942.
Gambetta spillede på klubplan primært for Nacional i hjemlandet. Her var han med til at vinde intet mindre end ti uruguayanske mesterskaber.

## Titler
Primera División Uruguaya
- 1940, 1941, 1942, 1943, 1946, 1947, 1950, 1952, 1955 og 1956 med Nacional

VM
- 1950 med Uruguay

Sydamerika-Mesterskabet (Copa América)
- 1942 med Uruguay